# Sabal yapa
A Sabal yapa a pálmafélék (Areacea) családjába tartozó faj.

## Elterjedése
Belize-ben, a Yucatan-félszigeten valamint Nyugat-Kubában őshonos. Inkább mészkő alapkőzetű meszes talajokon nő.

## Leírása
Több mint 2 méter magasra is megnő. Leveleit gyakran úgy jellemzik, mint ami átmenetet képez a legyezőpálmák és a toll-levelű pálmák levelei között.

## Felhasználása
Őshazájában gyakran alkalmazzák az épületek tetejének fedéséhez. Tetőfedéskor a zsúpszalma-tető befedésekor megszokott eljárást alkalmazzák: Miután daraboló eszközzel lenyesték a leveleket szárukról, vagy a levélnyélről, az azonos hosszúságú levélkéket csokorba kötik össze, így könnyebb a munka helyszínén a tetőn dolgozni vele. A levelek levélnyelének fás részéből erednek a levélkék, így egymással keresztbe helyezve egyfajta kampót képeznek. Ezáltal könnyen elhelyezhetők és rögzíthetők a zsúpszalma-tetőfedéshez előkészített tető "gerendázatán".

## Fordítás
- Ez a szócikk részben vagy egészben a Sabal yapa című angol Wikipédia-szócikk fordításán alapul.  Az eredeti cikk szerkesztőit annak laptörténete sorolja fel. Ez a jelzés csupán a megfogalmazás eredetét és a szerzői jogokat jelzi, nem szolgál a cikkben szereplő információk forrásmegjelöléseként.